# لجان الدفاع عن الاستفتاء
لجان الدفاع عن الاستفتاء هي مجموعات في الأحياء السكنية تم إنشاؤها في كتالونيا قبل استفتاء استقلال كتالونيا 2017 في أعقاب الأزمة الدستورية الإسبانية لعام 2017 لإجراء الاستفتاء بسرعة على الرغم من قيام الحكومة الإسبانية بفرض حظر على الاستفتاء أحادي الجانب.

## التاريخ
تشكلت هذه اللجان في شهر سبتمبر قبل استفتاء 1 أكتوبر 2017 من أجل التعبئة للتصويت والقيام بالدعاية. عقدت اجتماعات في مختلف قرى ومدن كتالونيا لتنظيم الناس وتحديد دورهم خلال الاستفتاء في ظل حملة الشرطة المتوقعة. أعضاء مجلس الإنماء والإعمار هم أعضاء مؤلفون بشكل أساسي من منظمات انفصالية يسارية متطرفة مثل ترشيح الوحدة الشعبية، ومجموعات الشباب الراديكالية والراديكالية مثل أران.

## الأنشطة
في يوم الاستفتاء دافع مجلس الإنماء والإعمار عن المدارس التي جرت فيها عملية التصويت. استخدم مجلس الإنماء والإعمار التيليجرام لجمع وتنظيم الناخبين وحثهم على البقاء سلميين. احتل المنظمون عشرات المدارس بغرض التصويت. بعد تأثير عملية أنوبيس في 1 أكتوبر، دعت المنظمات الكتالونية المؤيدة للاستقلال إلى الإضراب العام الكتالوني لعام 2017، حيث نظم مجلس الإنماء والإعمار أنفسهم في لجان إضراب.